# 고양 행주서원지
고양 행주서원지(高陽 幸州書院址)는 대한민국 경기도 고양시 덕양구 행주외동에 있는 서원 터이다. 1985년 9월 20일 경기도의 문화재자료 제71호로 지정되었다.

## 개요
권율 장군의 충절을 기리기 위해 세운 서원이다.
권율(1537∼1599) 장군은 조선 중기 문신이며 임진왜란 때 활약한 명장이다. 특히 임진왜란 3대첩의 하나인 행주대첩 전투에서는 1만명 미만의 군사로 3만의 왜군을 무찔렀다.
이 서원은 이곳에 장군을 모시는 건물이 없자 헌종 8년(1842)에 왕의 명령으로 세웠다.
서원에는 현재 강당만 남아 있는데, 앞면 5칸·옆면 1칸 반 규모이다. 서원 안에 있던 행주대첩비는 헌종 11년(1845)에 세운 것으로, 1970년 행주산성 내에 새로 지은 권율 장군의 사당인 충장사 옆으로 옮겨 놓았다.

## 같이 보기
- 권율
- 임진왜란
- 행주대첩
- 행주산성

## 참고 자료
- 고양 행주서원지 - 국가유산청 국가유산포털